# Dubois (Idaho)
Dubois es una ciudad ubicada en el condado de Clark en el estado estadounidense de Idaho. En el año 2010 tenía una población de 677 habitantes y una densidad poblacional de 116,72 personas por km².

## Geografía
Dubois se encuentra ubicado en las coordenadas 44°10′26″N 112°13′54″O / 44.17389, -112.23167. Según la Oficina del Censo, la localidad tiene un área total de 5,8 km² (2,2 mi²), de la cual 5,8 km² (2,2 mi²) es tierra y 0 km² (0 mi²) (0.0%) es agua.

## Demografía
En el 2000 la renta per cápita promedia del hogar era de $29,167, y el ingreso promedio para una familia era de $30,417. En 2000 los hombres tenían un ingreso per cápita de $24,444 contra $21,000 para las mujeres. El ingreso per cápita para la localidad era de $10,389. Alrededor del 20.9% de la población estaba bajo el umbral de pobreza nacional.

## Historia
El ferrocarril, procedente del nudo de Salt Lake City llegó en 1879 al condado de Clark. Dubois no sería fundado hasta 1892. Al tiempo de su fundación en el estado de Idaho (1890), una quinta parte de la población de todo el estado era mormona, unas 18 000 personas. En aquella época las instituciones aún estaban en periodo de formación y eran frecuentes los ajusticiamientos populares y linchamientos como forma de aplicar justicia. 